# Temporada 2013-14 de l'NBA
La Temporada 2013-14 de l'NBA va ser la 68a de la història de la competició nord-americana de bàsquet. La temporada regular va començar a l'octubre de 2013 i va acabar el 16 d'abril de 2014, donant pas als playoffs tres dies després. L'All-Star Game va tenir lloc en el New Orleans Arena de Nova Orleans el 16 de febrer de 2014.
Abans del començament de la temporada es va especular amb el trasllat de la franquícia Sacramento Kings a Seattle per recuperar els Seattle SuperSonics, que el 2008 al seu torn va traslladar la franquícia a Oklahoma per formar els Oklahoma City Thunder, però finalment la franquícia va romandre a Sacramento. La franquícia de Nova Orleans va passar a denominar-se New Orleans Pelicans.

## Classificacions

### Per Divisió
Actualitzada: 17-4-2014
Clau: G: Partits guanyats; P: Partits perduts; PV: Partits de desavantatge; PCT: Percentatge de victòries; CONF.: Conferència; DIV.: Divisió; CASA: Resultats local; FORA: Resultats visitant; Ult. 10: Partits guanyats-perduts en els últims 10 disputats; RATXA: Ratxa de partits Guanyats o Perduts.
| Conferència Est          | Conferència Est | Conferència Est | Conferència Est | Conferència Est | Conferència Est | Conferència Est | Conferència Est | Conferència Est | Conferència Est | Conferència Est |
| ------------------------ | --------------- | --------------- | --------------- | --------------- | --------------- | --------------- | --------------- | --------------- | --------------- | --------------- |
| Divisió Atlàntica        | G               | P               | PCT             | PV              | CONF.           | DIV.            | CASA            | FORA            | Ult. 10         | RATXA           |
| i-Toronto Raptors        | 48              | 34              | 0.585           | 0.0             | 32-20           | 11-5            | 26-15           | 22-19           | 7-3             | P 1             |
| x-Brooklyn Nets          | 44              | 38              | 0.537           | 4.0             | 26-26           | 9-7             | 28-13           | 16-25           | 5-5             | P 2             |
| o-New York Knicks        | 37              | 45              | 0.451           | 11.0            | 26-26           | 10-6            | 19-22           | 18-23           | 7-3             | G 4             |
| o-Boston Celtics         | 25              | 57              | 0.305           | 23.0            | 21-31           | 5-11            | 16-25           | 9-32            | 2-8             | P 2             |
| o-Philadelphia 76ers     | 19              | 63              | 0.232           | 29.0            | 14-38           | 5-11            | 10-31           | 9-32            | 4-6             | G 2             |
| Divisió Central          | G               | P               | PCT             | PV              | CONF.           | DIV.            | CASA            | FORA            | Ult. 10         | RATXA           |
| i-Indiana Pacers         | 56              | 26              | 0.683           | 0.0             | 38-14           | 12-4            | 35-6            | 21-20           | 4-6             | G 2             |
| x-Chicago Bulls          | 48              | 34              | 0.585           | 8.0             | 35-17           | 11-5            | 27-14           | 21-20           | 8-2             | P 1             |
| o-Cleveland Cavaliers    | 33              | 49              | 0.402           | 23.0            | 21-31           | 7-9             | 19-22           | 14-27           | 5-5             | G 1             |
| o-Detroit Pistons        | 29              | 53              | 0.354           | 27.0            | 23-29           | 6-10            | 17-24           | 12-29           | 3-7             | P 4             |
| o-Milwaukee Bucks        | 15              | 67              | 0.183           | 41.0            | 12-40           | 4-12            | 10-31           | 5-36            | 1-9             | P 3             |
| Divisió Sud-est          | G               | P               | PCT             | PV              | CONF.           | DIV.            | CASA            | FORA            | Ult. 10         | RATXA           |
| i-Miami Heat             | 54              | 28              | 0.659           | 0.0             | 34-18           | 12-4            | 32-9            | 22-19           | 4-6             | P 3             |
| x-Washington Wizards     | 44              | 38              | 0.537           | 10.0            | 33-19           | 10-6            | 22-19           | 22-19           | 7-3             | G 4             |
| x-Charlotte Bobcats      | 43              | 39              | 0.524           | 11.0            | 30-22           | 6-10            | 25-16           | 18-23           | 8-2             | G 3             |
| x- Atlanta Hawks         | 38              | 44              | 0.463           | 16.0            | 28-24           | 8-8             | 24-17           | 14-27           | 7-3             | G 1             |
| o-Orlando Magic          | 23              | 59              | 0.280           | 31.0            | 17-35           | 4-12            | 19-22           | 4-37            | 3-7             | P 4             |
| Conferència Oest         |                 |                 |                 |                 |                 |                 |                 |                 |                 |                 |
| Divisió Nord-oest        | G               | P               | PCT             | PV              | CONF.           | DIV.            | CASA            | FORA            | Ult. 10         | RATXA           |
| i-Oklahoma City Thunder  | 59              | 23              | 0.720           | 0.0             | 36-16           | 11-5            | 34-7            | 25-16           | 6-4             | G 1             |
| x-Portland Trail Blazers | 54              | 28              | 0.659           | 5.0             | 31-21           | 13-3            | 31-10           | 23-18           | 9-1             | G 5             |
| o-Minnesota Timberwolves | 40              | 42              | 0.488           | 19.0            | 23-29           | 7-9             | 24-17           | 16-25           | 4-6             | P 3             |
| o-Denver Nuggets         | 36              | 46              | 0.439           | 23.0            | 20-32           | 5-11            | 22-19           | 14-27           | 4-6             | P 2             |
| o-Utah Jazz              | 25              | 57              | 0.305           | 34.0            | 13-39           | 4-12            | 16-25           | 9-32            | 2-8             | G 1             |
| Divisió Pacífic          | G               | P               | PCT             | PV              | CONF.           | DIV.            | CASA            | FORA            | Ult. 10         | RATXA           |
| i-Los Angeles Clippers   | 57              | 25              | 0.695           | 0.0             | 36-16           | 12-4            | 34-7            | 23-18           | 7-3             | P 1             |
| x-Golden State Warriors  | 51              | 31              | 0.622           | 6.0             | 31-21           | 11-5            | 27-14           | 24-17           | 6-4             | G 2             |
| o-Phoenix Suns           | 48              | 34              | 0.585           | 9.0             | 28-24           | 8-8             | 26-15           | 22-19           | 5-5             | G 1             |
| o-Sacramento Kings       | 28              | 54              | 0.341           | 29.0            | 15-37           | 3-13            | 17-24           | 11-30           | 3-7             | P 1             |
| o-Los Angeles Lakers     | 27              | 55              | 0.329           | 30.0            | 15-37           | 6-10            | 14-27           | 13-28           | 3-7             | G 2             |
| Divisió Sud-oest         | G               | P               | PCT             | PV              | CONF.           | DIV.            | CASA            | FORA            | Ult. 10         | RATXA           |
| z-San Antonio Spurs      | 62              | 20              | 0.756           | 0.0             | 38-14           | 12-4            | 32-9            | 30-11           | 6-4             | P 2             |
| x-Houston Rockets        | 54              | 28              | 0.659           | 8.0             | 31-21           | 11-5            | 33-8            | 21-20           | 5-5             | P 1             |
| x-Memphis Grizzlies      | 50              | 32              | 0.610           | 12.0            | 29-23           | 4-12            | 27-14           | 23-18           | 7-3             | G 5             |
| x-Dallas Mavericks       | 49              | 33              | 0.598           | 13.0            | 29-23           | 9-7             | 26-15           | 23-18           | 6-4             | P 1             |
| o-New Orleans Pelicans   | 34              | 48              | 0.415           | 28.0            | 15-37           | 4-12            | 22-19           | 12-29           | 2-8             | G 2             |

### Per Conferència
Clau: Pos: Posició en la conferència G: Partits guanyats; P: Partits perduts; PV: Partits de desavantatge; PCT: Percentatge de victòries; PJ: Partits jugats;
| Conferència Est | Conferència Est       | Conferència Est | Conferència Est | Conferència Est | Conferència Est | Conferència Est |
| --------------- | --------------------- | --------------- | --------------- | --------------- | --------------- | --------------- |
| Pos.            | Equip                 | G               | P               | PCT             | PV              | PJ              |
| 1               | c-Indiana Pacers      | 56              | 26              | 0.683           | 0.0             | 82              |
| 2               | i-Miami Heat          | 54              | 28              | 0.659           | 2.0             | 82              |
| 3               | i-Toronto Raptors     | 48              | 34              | 0.585           | 8.0             | 82              |
| 4               | x-Chicago Bulls       | 48              | 34              | 0.585           | 8.0             | 82              |
| 5               | x-Brooklyn Nets       | 44              | 38              | 0.537           | 12.0            | 82              |
| 6               | x-Washington Wizards  | 44              | 38              | 0.537           | 12.0            | 82              |
| 7               | x-Charlotte Bobcats   | 43              | 39              | 0.524           | 13.0            | 82              |
| 8               | x-Atlanta Hawks       | 38              | 44              | 0.463           | 18.0            | 82              |
|                 |                       |                 |                 |                 |                 |                 |
| 9               | o-New York Knicks     | 37              | 45              | 0.451           | 19.0            | 82              |
| 10              | o-Cleveland Cavaliers | 33              | 49              | 0.402           | 23.0            | 82              |
| 11              | o-Detroit Pistons     | 29              | 53              | 0.354           | 27.0            | 82              |
| 12              | o-Boston Celtics      | 25              | 57              | 0.305           | 31.0            | 82              |
| 13              | o-Orlando Magic       | 23              | 59              | 0.280           | 33.0            | 82              |
| 14              | o-Philadelphia 76ers  | 19              | 63              | 0.232           | 37.0            | 82              |
| 15              | o-Milwaukee Bucks     | 15              | 67              | 0.183           | 41.0            | 82              |

| Conferència Oest | Conferència Oest         | Conferència Oest | Conferència Oest | Conferència Oest | Conferència Oest | Conferència Oest |
| ---------------- | ------------------------ | ---------------- | ---------------- | ---------------- | ---------------- | ---------------- |
| Pos.             | Equip                    | G                | P                | PCT              | PV               | PJ               |
| 1                | z-San Antonio Spurs      | 62               | 20               | 0.756            | 0.0              | 82               |
| 2                | i-Oklahoma City Thunder  | 59               | 23               | 0.720            | 3.0              | 82               |
| 3                | i-Los Angeles Clippers   | 57               | 25               | 0.695            | 5.0              | 82               |
| 4                | x-Houston Rockets        | 54               | 28               | 0.659            | 8.0              | 82               |
| 5                | x-Portland Trail Blazers | 54               | 28               | 0.659            | 8.0              | 82               |
| 6                | x-Golden State Warriors  | 51               | 31               | 0.622            | 11.0             | 82               |
| 7                | x-Memphis Grizzlies      | 50               | 32               | 0.610            | 13.0             | 82               |
| 8                | x-Dallas Mavericks       | 49               | 33               | 0.598            | 12.0             | 82               |
|                  |                          |                  |                  |                  |                  |                  |
| 9                | o-Phoenix Suns           | 48               | 34               | 0.585            | 14.0             | 82               |
| 10               | o-Minnesota Timberwolves | 40               | 42               | 0.488            | 22.0             | 82               |
| 11               | o-Denver Nuggets         | 36               | 46               | 0.439            | 26.0             | 82               |
| 12               | o-New Orleans Pelicans   | 34               | 48               | 0.415            | 28.0             | 82               |
| 13               | o-Sacramento Kings       | 28               | 54               | 0.341            | 34.0             | 82               |
| 14               | o-Los Angeles Lakers     | 27               | 55               | 0.329            | 35.0             | 82               |
| 15               | o-Utah Jazz              | 25               | 57               | 0.305            | 37.0             | 82               |

Notes
- x – Classificat pels playoffs
- i – Campió de Divisió
- z – Avantatge de camp en tots els playoffs
- c – Avantatge de camp dins de la Conferència
- o – Eliminat

## Playoffs
Les eliminatòries es juguen al millor de 7 partits. L'equip que guanya la final es proclama campió de l'NBA.
|  | Primera Ronda | Primera Ronda          | Primera Ronda          |   |                       | Semifinals de Conferència | Semifinals de Conferència | Semifinals de Conferència |  |   | Finals de Conferència | Finals de Conferència | Finals de Conferència |  |    | Final NBA  | Final NBA | Final NBA |
|  |               |                        |                        |   |                       |                           |                           |                           |  |   |                       |                       |                       |  |    |            |           |           |
|  | 1             | Indiana Pacers         | 4                      |   |                       |                           |                           |                           |  |   |                       |                       |                       |  |    |            |           |           |
|  | 8             | Atlanta Hawks          | 3                      |   |                       |                           |                           |                           |  |   |                       |                       |                       |  |    |            |           |           |
|  | 8             | Atlanta Hawks          | 3                      |   | 1                     | Indiana Pacers            | 4                         |                           |  |   |                       |                       |                       |  |    |            |           |           |
|  |               |                        |                        |   | 1                     | Indiana Pacers            | 4                         |                           |  |   |                       |                       |                       |  |    |            |           |           |
|  |               | 5                      | Washington Wizards     | 2 |                       |                           |                           |                           |  |   |                       |                       |                       |  |    |            |           |           |
|  | 4             | 5                      | Washington Wizards     | 2 | Chicago Bulls         | 1                         |                           |                           |  |   |                       |                       |                       |  |    |            |           |           |
|  | 4             |                        |                        |   | Chicago Bulls         | 1                         |                           |                           |  |   |                       |                       |                       |  |    |            |           |           |
|  | 5             | Washington Wizards     | 4                      |   |                       |                           |                           |                           |  |   |                       |                       |                       |  |    |            |           |           |
|  | 5             | Washington Wizards     | 4                      |   |                       |                           |                           |                           |  | 1 | Indiana Pacers        | 2                     |                       |  |    |            |           |           |
|  |               |                        |                        |   |                       |                           |                           |                           |  | 1 | Indiana Pacers        | 2                     |                       |  |    |            |           |           |
|  |               | 2                      | Miami Heat             | 4 |                       |                           |                           |                           |  |   |                       |                       |                       |  |    |            |           |           |
|  | 2             | 2                      | Miami Heat             | 4 | Miami Heat            | 4                         |                           |                           |  |   |                       |                       |                       |  |    |            |           |           |
|  | 2             |                        |                        |   | Miami Heat            | 4                         |                           |                           |  |   |                       |                       |                       |  |    |            |           |           |
|  | 7             | Charlotte Bobcats      | 0                      |   |                       |                           |                           |                           |  |   |                       |                       |                       |  |    |            |           |           |
|  | 7             | Charlotte Bobcats      | 0                      |   | 2                     | Miami Heat                | 4                         |                           |  |   |                       |                       |                       |  |    |            |           |           |
|  |               |                        |                        |   | 2                     | Miami Heat                | 4                         |                           |  |   |                       |                       |                       |  |    |            |           |           |
|  |               | 6                      | Brooklyn Nets          | 1 |                       |                           |                           |                           |  |   |                       |                       |                       |  |    |            |           |           |
|  | 3             | 6                      | Brooklyn Nets          | 1 | Toronto Raptors       | 3                         |                           |                           |  |   |                       |                       |                       |  |    |            |           |           |
|  | 3             |                        |                        |   | Toronto Raptors       | 3                         |                           |                           |  |   |                       |                       |                       |  |    |            |           |           |
|  | 6             | Brooklyn Nets          | 4                      |   |                       |                           |                           |                           |  |   |                       |                       |                       |  |    |            |           |           |
|  | 6             | Brooklyn Nets          | 4                      |   |                       |                           |                           |                           |  |   |                       |                       |                       |  | E2 | Miami Heat | 1         |           |
|  |               |                        |                        |   |                       |                           |                           |                           |  |   |                       |                       |                       |  | E2 | Miami Heat | 1         |           |
|  |               | O1                     | San Antonio Spurs      | 4 |                       |                           |                           |                           |  |   |                       |                       |                       |  |    |            |           |           |
|  | 1             | O1                     | San Antonio Spurs      | 4 | San Antonio Spurs     | 4                         |                           |                           |  |   |                       |                       |                       |  |    |            |           |           |
|  | 1             |                        |                        |   | San Antonio Spurs     | 4                         |                           |                           |  |   |                       |                       |                       |  |    |            |           |           |
|  | 8             | Dallas Mavericks       | 3                      |   |                       |                           |                           |                           |  |   |                       |                       |                       |  |    |            |           |           |
|  | 8             | Dallas Mavericks       | 3                      |   | 1                     | San Antonio Spurs         | 4                         |                           |  |   |                       |                       |                       |  |    |            |           |           |
|  |               |                        |                        |   | 1                     | San Antonio Spurs         | 4                         |                           |  |   |                       |                       |                       |  |    |            |           |           |
|  |               | 5                      | Portland Trail Blazers | 1 |                       |                           |                           |                           |  |   |                       |                       |                       |  |    |            |           |           |
|  | 4             | 5                      | Portland Trail Blazers | 1 | Houston Rockets       | 2                         |                           |                           |  |   |                       |                       |                       |  |    |            |           |           |
|  | 4             |                        |                        |   | Houston Rockets       | 2                         |                           |                           |  |   |                       |                       |                       |  |    |            |           |           |
|  | 5             | Portland Trail Blazers | 4                      |   |                       |                           |                           |                           |  |   |                       |                       |                       |  |    |            |           |           |
|  | 5             | Portland Trail Blazers | 4                      |   |                       |                           |                           |                           |  | 1 | San Antonio Spurs     | 4                     |                       |  |    |            |           |           |
|  |               |                        |                        |   |                       |                           |                           |                           |  | 1 | San Antonio Spurs     | 4                     |                       |  |    |            |           |           |
|  |               | 2                      | Oklahoma City Thunder  | 2 |                       |                           |                           |                           |  |   |                       |                       |                       |  |    |            |           |           |
|  | 2             | 2                      | Oklahoma City Thunder  | 2 | Oklahoma City Thunder | 4                         |                           |                           |  |   |                       |                       |                       |  |    |            |           |           |
|  | 2             |                        |                        |   | Oklahoma City Thunder | 4                         |                           |                           |  |   |                       |                       |                       |  |    |            |           |           |
|  | 7             | Memphis Grizzlies      | 3                      |   |                       |                           |                           |                           |  |   |                       |                       |                       |  |    |            |           |           |
|  | 7             | Memphis Grizzlies      | 3                      |   | 2                     | Oklahoma City Thunder     | 4                         |                           |  |   |                       |                       |                       |  |    |            |           |           |
|  |               |                        |                        |   | 2                     | Oklahoma City Thunder     | 4                         |                           |  |   |                       |                       |                       |  |    |            |           |           |
|  |               | 3                      | Los Angeles Clippers   | 2 |                       |                           |                           |                           |  |   |                       |                       |                       |  |    |            |           |           |
|  | 3             | 3                      | Los Angeles Clippers   | 2 | Los Angeles Clippers  | 4                         |                           |                           |  |   |                       |                       |                       |  |    |            |           |           |
|  | 3             |                        |                        |   | Los Angeles Clippers  | 4                         |                           |                           |  |   |                       |                       |                       |  |    |            |           |           |
|  | 6             | Golden State Warriors  | 3                      |   |                       |                           |                           |                           |  |   |                       |                       |                       |  |    |            |           |           |

## Estadístiques

### Líders individuals
Actualitzada: 17/4/2014
| Categoria               | Jugador          | Equip                  | Estadístiques |
| ----------------------- | ---------------- | ---------------------- | ------------- |
| Punts per partit        | Kevin Durant     | Oklahoma City Thunder  | 32.0          |
| Rebots per partit       | DeAndre Jordan   | Los Angeles Clippers   | 13.6          |
| Assistències per partit | Chris Paul       | Los Angeles Clippers   | 10.7          |
| Robatoris per partit    | Chris Paul       | Los Angeles Clippers   | 2.48          |
| Taps per partit         | Anthony Davis    | New Orleans Pelicans   | 2.82          |
| Pèrdues per partit      | Stephen Curry    | Golden State Warriors  | 3.8           |
| Minuts per partit       | Carmelo Anthony  | New York Knicks        | 38.7          |
| Valoració per partit    | Kevin Durant     | Oklahoma City Thunder  | 31.8          |
| % Tirs de camp          | DeAndre Jordan   | Los Angeles Clippers   | 67.6%         |
| % Tirs lliures          | Brian Roberts    | New Orleans Pelicans   | 94.0%         |
| % Tirs de 3             | Kyle Korver      | Atlanta Hawks          | 47.2%         |
| Doble-dobles            | Kevin Love       | Minnesota Timberwolves | 65            |
| Triple-dobles           | Lance Stephenson | Indiana Pacers         | 5             |

### Màxims de la temporada
| Categoria    | Jugador                 | Valor |
| ------------ | ----------------------- | ----- |
| Punts        | Carmelo Anthony         | 62    |
| Rebots       | Timofey Mozgov          | 29    |
| Assistències | Brandon Jennings        | 18    |
| Assistències | Rajon Rondo             | 18    |
| Robatoris    | Michael Carter-Williams | 9     |
| Triples      | Joe Johnson             | 10    |
| Triples      | C.J. Milers             | 10    |
| Triples      | Chandler Parsons        | 10    |
| Triples      | Terrence Ross           | 10    |
| Triples      | Trevor Ariza            | 10    |
| Triples      | J.R. Smith              | 10    |
| Taps         | DeAndre Jordan          | 9     |
| Taps         | Anthony Davis           | 9     |

### Equips líders
| Categoria                     | Equip                  | Estadístiques |
| ----------------------------- | ---------------------- | ------------- |
| Punts per joc                 | Los Angeles Clippers   | 107.93        |
| Rebots per joc                | Portland Trail Blazers | 46.44         |
| Assistències per joc          | San Antonio Spurs      | 25.17         |
| Robatoris per partit          | Philadelphia 76ers     | 9.33          |
| Bloquejos per joc             | New Orleans Pelicans   | 6.38          |
| Intents bloquejats per partit | Philadelphia 76ers     | 6.80          |
| Pilotes perdudes per partit   | Philadelphia 76ers     | 16.88         |
| Faltes per joc                | Denver Nuggets         | 23.05         |
| Faltes rebudes per partit     | Houston Rockets        | 24.4          |
| FG%                           | Miami Heat             | 50.1%         |
| FT%                           | Portland Trail Blazers | 81.46%        |
| 3FG%                          | San Antonio Spurs      | 39.73%        |
| +/-                           | San Antonio Spurs      | 7.72          |

## Premis

### Reconeixements individuals
- MVP de la Temporada
  -  Kevin Durant, Oklahoma City Thunder[5]
- Rookie de l'Any
  -  Michael Carter-Williams, Philadelphia 76ers[6]
- Millor Defensor
  -  Joakim Noah, Chicago Bulls[7]
- Millor Sisè Home
  -  Jamal Crawford, Los Angeles Clippers[8]

- Jugador Més Millorat
  -  Goran Dragić, Phoenix Suns[9]
- Jugador Més Esportiu
  -  Mike Conley, Jr., Memphis Grizzlies[10]
- Premi Millor Ciutadà J. Walter Kennedy
  -  Luol Deng, Cleveland Cavaliers[11]
- Company de l'Any
  -  Shane Battier, Miami Heat[12]
- Entrenador de l'any
  -  Gregg Popovich, San Antonio Spurs[13]
- Executiu de l'Any
  -  R. C. Buford, San Antonio Spurs[14]

| - Millor quintet: - A Kevin Durant, Oklahoma City Thunder - A LeBron James, Miami Heat - P Joakim Noah, Chicago Bulls - ES James Harden, Houston Rockets - B Chris Paul, Los Angeles Clippers | - 2n Millor quintet: - AP Blake Griffin, Los Angeles Clippers - AP Kevin Love, Minnesota Timberwolves - P Dwight Howard, Houston Rockets - B Stephen Curry, Golden State Warriors - B Tony Parker, San Antonio Spurs | - 3r Millor quintet: - A Paul George, Indiana Pacers - AP LaMarcus Aldridge, Portland Trail Blazers - P Al Jefferson, Charlotte Bobcats - B Goran Dragić, Phoenix Suns - B Damian Lillard, Portland Trail Blazers |

| - Millor quintet defensiu: - P Joakim Noah, Chicago Bulls - A Paul George, Indiana Pacers - B Chris Paul, Los Angeles Clippers - AP Serge Ibaka, Oklahoma City Thunder - A Andre Iguodala, Golden State Warriors | - 2n Millor quintet defensiu: - A LeBron James, Miami Heat - B Patrick Beverley, Houston Rockets - A Jimmy Butler, Chicago Bulls - A Kawhi Leonard, San Antonio Spurs - P Roy Hibbert, Indiana Pacers |

| - Millor quintet de rookies: - B Michael Carter-Williams, Philadelphia 76ers - ES Victor Oladipo, Orlando Magic - B Trey Burke, Utah Jazz - P Mason Plumlee, Brooklyn Nets - ES Tim Hardaway Jr., New York Knicks | - 2n Millor quintet de rookies: - AP Kelly Olynyk, Boston Celtics - A Iannis Adetokunbo, Milwaukee Bucks - P Gorgui Dieng, Minnesota Timberwolves - AP Cody Zeller, Charlotte Bobcats - P Steven Adams, Oklahoma City Thunder |

### Jugadors de la setmana
| Setmana                      | Conferència Est                                    | Conferència Oest                                 | Ref.   |
| ---------------------------- | -------------------------------------------------- | ------------------------------------------------ | ------ |
| 29 d'octubre-3 de novembre   | Michael Carter-Williams (Philadelphia 76ers) (1/1) | Kevin Love (Minnesota Timberwolves) (1/2)        | [ 18 ] |
| 4 al 10 de novembre          | Paul George (Indiana Pacers) (1/2)                 | Markieff Morris (Phoenix Suns) (1/1)             | [ 19 ] |
| 11 al 17 de novembre         | LeBron James (Miami Heat) (1/2)                    | Blake Griffin (Los Angeles Clippers) (1/3)       | [ 20 ] |
| 18 al 24 de novembre         | John Wall (Washington Wizards) (1/2)               | LaMarcus Aldridge (Portland Trail Blazers) (1/3) | [ 21 ] |
| 25 de novembre-1 de desembre | LeBron James (Miami Heat) (2/2)                    | Kevin Durant (Oklahoma City Thunder) (1/6)       | [ 22 ] |
| 2 al 8 de desembre           | Jordan Crawford (Boston Celtics) (1/1)             | LaMarcus Aldridge (Portland Trail Blazers) (2/3) | [ 23 ] |
| 9 al 15 de desembre          | Kyrie Irving (Cleveland Cavaliers) (1/1)           | LaMarcus Aldridge (Portland Trail Blazers) (3/3) | [ 24 ] |
| 16 al 22 de desembre         | Dwyane Wade (Miami Heat) (1/1)                     | Blake Griffin (Los Angeles Clippers) (2/3)       | [ 25 ] |
| 23 al 29 de desembre         | Chris Bosh (Miami Heat) (1/1)                      | Kevin Durant (Oklahoma City Thunder) (2/6)       | [ 26 ] |
| 30 de desembre al 5 de gener | Thaddeus Young (Philadelphia 76ers) (1/1)          | David Lee (Golden State Warriors) (1/1)          | [ 27 ] |
| 6 al 12 de gener             | Carmelo Anthony (New York Knicks) (1/2)            | DeMarcus Cousins (Sacramento Kings) (1/1)        | [ 28 ] |
| 13 al 19 de gener            | Paul George (Indiana Pacers) (2/2)                 | Kevin Durant (Oklahoma City Thunder) (3/6)       | [ 29 ] |
| 20 al 26 de gener            | Paul Millsap (Atlanta Hawks) (1/1)                 | Kevin Durant (Oklahoma City Thunder) (4/6)       | [ 30 ] |
| 27 de gener al 2 de febrer   | Kyle Lowry (Toronto Raptors) (1/1)                 | Goran Dragic (Phoenix Suns) (1/1)                | [ 31 ] |
| 3 al 10 de febrer            | Jared Sullinger (Boston Celtics) (1/1)             | Kevin Durant (Oklahoma City Thunder) (5/6)       | [ 32 ] |
| 16 al 23 de febrer           | Kemba Walker (Charlotte Bobcats) (1/1)             | Kevin Love (Minnesota Timberwolves) (2/2)        | [ 33 ] |
| 24 de febrer al 2 de març    | John Wall (Washington Wizards) (2/2)               | James Harden (Houston Rockets) (1/2)             | [ 34 ] |
| 3 al 9 de març               | Carmelo Anthony (New York Knicks) (2/2)            | James Harden (Houston Rockets) (2/2)             | [ 35 ] |
| 10 al 16 de març             | A el Jefferson (Charlotte Bobcats) (1/2)           | Blake Griffin (Los Angeles Clippers) (3/3)       | [ 36 ] |
| 17 al 23 de març             | Joe Johnson (Brooklyn Nets) (1/1)                  | Kevin Durant (Oklahoma City Thunder) (6/6)       | [ 37 ] |
| 24 al 30 de març             | Nikola Vučević (Orlando Magic) (1/1)               | Tim Duncan (San Antonio Spurs) (1/1)             | [ 38 ] |
| 31 de març al 6 d'abril      | A el Jefferson (Charlotte Bobcats) (2/2)           | Dirk Nowitzki (Dallas Mavericks) (1/1)           | [ 39 ] |
| 7 al 13 d'abril              | Jeff Teague (Atlanta Hawks) (1/1)                  | Munta Ellis (Dallas Mavericks) (1/1)             | [ 40 ] |

### Jugadors del mes
| Mes              | Conferència Est                          | Conferència Oest                            | Ref.   |
| ---------------- | ---------------------------------------- | ------------------------------------------- | ------ |
| Octubre-Novembre | Paul George (Indiana Pacers) (1/1)       | Kevin Durant (Oklahoma City Thunder) (1/4)  | [ 41 ] |
| Desembre         | LeBron James (Miami Heat) (1/2)          | Kevin Durant (Oklahoma City Thunder) (2/4)  | [ 42 ] |
| Gener            | Carmelo Anthony (New York Knicks) (1/1)  | Kevin Durant (Oklahoma City Thunder) (3/4)  | [ 43 ] |
| Febrer           | LeBron James (Miami Heat) (2/2)          | Blake Griffin (Los Angeles Clippers) (1/1)  | [ 44 ] |
| Març             | A el Jefferson (Charlotte Bobcats) (1/2) | Kevin Durant (Oklahoma City Thunder) (4/4)  | [ 45 ] |
| Abril            | A el Jefferson (Charlotte Bobcats) (2/2) | Stephen Curry (Golden State Warriors) (1/1) | [ 46 ] |

### Rookies del mes
| Mes              | Conferència Est                                    | Conferència Oest                            | Ref.   |
| ---------------- | -------------------------------------------------- | ------------------------------------------- | ------ |
| Octubre-Novembre | Michael Carter-Williams (Philadelphia 76ers) (1/4) | Ben McLemore (Sacramento Kings) (1/1)       | [ 47 ] |
| Desembre         | Victor Oladipo (Orlando Magic) (1/2)               | Trey Burke (Utah Jazz) (1/3)                | [ 48 ] |
| Gener            | Michael Carter-Williams (Philadelphia 76ers) (2/4) | Trey Burke (Utah Jazz) (2/3)                | [ 49 ] |
| Febrer           | Victor Oladipo (Orlando Magic) (2/2)               | Nick Calathes (Memphis Grizzlies) (1/1)     | [ 50 ] |
| Març             | Michael Carter-Williams (Philadelphia 76ers) (3/4) | Gorgui Dieng (Minnesota Timberwolves) (1/1) | [ 51 ] |
| Abril            | Michael Carter-Williams (Philadelphia 76ers) (4/4) | Trey Burke (Utah Jazz) (3/3)                | [ 52 ] |

### Entrenadors del mes
| Mes              | Conferència Est                          | Conferència Oest                            | Ref.   |
| ---------------- | ---------------------------------------- | ------------------------------------------- | ------ |
| Octubre-Novembre | Frank Vogel (Indiana Pacers) (1/1)       | Terry Stotts (Portland Trail Blazers) (1/1) | [ 53 ] |
| Desembre         | Dwane Casey (Toronto Raptors) (1/1)      | Jeff Hornacek (Phoenix Suns) (1/1)          | [ 54 ] |
| Gener            | Jason Kidd (Brooklyn Nets) (1/2)         | Dave Joerger (Memphis Grizzlies) (1/2)      | [ 55 ] |
| Febrer           | Erik Spoelstra (Miami Heat) (1/1)        | Kevin McHale (Houston Rockets) (1/1)        | [ 56 ] |
| Març             | Jason Kidd (Brooklyn Nets) (2/2)         | Gregg Popovich (San Antonio Spurs) (1/1)    | [ 57 ] |
| Abril            | Steve Clifford (Charlotte Bobcats) (1/1) | Dave Joerger (Memphis Grizzlies) (2/2)      | [ 58 ] |